# Paul Ehrlich
Paul Ehrlich (pronunciación alemana: /paʊ̯l ˈeːɐ.̯lɪç/ⓘ; Strehlen, Silesia, Prusia; hoy Strzelin, Polonia; 14 de marzo de 1854 - Bad Homburg, Imperio alemán; 20 de agosto de 1915) fue un eminente investigador médico alemán y ganador del premio Nobel de Fisiología o Medicina en 1908 junto con Iliá Méchnikov. Entre sus logros más prominentes estuvieron el de hallar una cura para la sífilis en 1909 junto con Sahachiro Hata e inventar una técnica precursora para la tinción de Gram de bacterias. Tinturó muestras de sangre con diferentes tintes, lo que hizo posible distinguir entre diferentes tipos de células sanguíneas, lo que llevó a la posibilidad de diagnosticar distintas enfermedades sanguíneas.
Su laboratorio descubrió la arsfenamina (conocida entonces con el nombre de Salvarsan), el primer tratamiento medicinal eficaz contra la sífilis, iniciando y dando nombre al concepto de quimioterapia. Ehrlich introdujo en medicina el concepto de la bala mágica, un producto específico capaz de eliminar por completo un determinado organismo patógeno sin efectos secundarios relevantes.
También hizo una contribución decisiva en el campo de la inmunología con el mejoramiento del suero inmunológico para combatir la difteria desarrollado por Emil von Behring. El mejoramiento de Ehrlich hizo posible crear un sero de un efecto antitóxico óptimo. Además concibió un método terapéutico para la normalización de estos sueros.
En 1908, recibió el Premio Nobel en Fisiología o Medicina junto con Iliá Méchnikov por sus contribuciones a la inmunología. Fue el fundador[cita requerida] y el primer director de lo que ahora se conoce como el Instituto Paul Ehrlich, un centro investigativo y cuerpo regulatorio médico que es el instituto federal de la nación dedicado a las vacunas y biomedicinas. Un género de la bacteria Rickettsiales, Ehrlichia, fue bautizado en su honor.

## Vida y carrera
Nacido el 14 de marzo de 1854 en  Strehlen (Silesia, en lo que hoy es el suroeste de Polonia), Paul Ehrlich fue hijo de Rosa Ehrlich, de soltera Weigert, y de Ismail Ehrlich, un propietario de un restaurante que también vendía billetes de lotería. Ismail Ehrlich era uno de los dirigentes de la comunidad judía local. Strehlen era un pueblo de unos cinco mil habitantes en la provincia de Baja Silesia.[cita requerida] Su abuelo, Heymann Ehrlich, había sido un destilador y tabernero.
Después de la escuela primaria, de 1864 a 1872, Paul Ehrlich asistió a la escuela secundaria Maria-Magdalenen-Gymnasium en Breslavia (Breslau, actual Wrocław). La escuela estaba a cuarenta kilómetros de Strehlen, así que solamente pudo ver a su familia durante las vacaciones. En la escuela se hizo amigo de Albert Neisser, que más tarde se convirtió en un bacteriólogo y médico famoso. Siendo todavía un escolar (inspirado por su primo Karl Weigert, que era dueño de uno de los primeros microtomos), quedó fascinado por el proceso de tinción de tejidos mediante sustancias colorantes para su observación microscópica. Conservó ese interés durante sus estudios médicos posteriores en la universidad.
Empezó sus estudios universitarios en la Universidad de Breslavia en 1872 y a continuación pasó tres semestres en la Universidad de Estrasburgo. En 1874 regresó a Breslavia, donde completó sus estudios médicos, con la excepción de un semestre que pasó en 1876 en la Universidad de Friburgo de Brisgovia y de su semestre final, que pasó en la Universidad de Leipzig en 1878. Se doctoró en 1878 con una tesis sobre la teoría y práctica de la tinción histológica. A él se debe la demostración de la existencia de la barrera hematoencefálica al tintar con anilina la sangre de un ratón y demostrar que esta sustancia no tintaba el cerebro.
De 1878 a 1887 trabajó en el hospital Charité en Berlín a las órdenes de Friedrich Theodor von Frerichs, (uno de los fundadores de la patología experimental), centrándose en histología, hematología y tinciones.
El 24 de marzo de 1882 Ehrlich asistió una conferencia de Robert Koch sobre la tuberculosis, donde éste dio a conocer el descubrimiento de su agente causal. A continuación Ehrlich mejoró el método para tintar éste y mostró los resultados a Robert Koch. Este año, en 1882, Koch y Ehrlich se hicieron amigos.
En 1883 o 1884 Ehrlich se casó con Hedwig Pinkus, la hija de un próspero industrial textil. Éste lo apoyó económicamente y así hizo posible que Ehrlich pudo dedicarse exclusivamente a la investigación. La pareja tuvo dos hijas, Stephanie y Marianne.

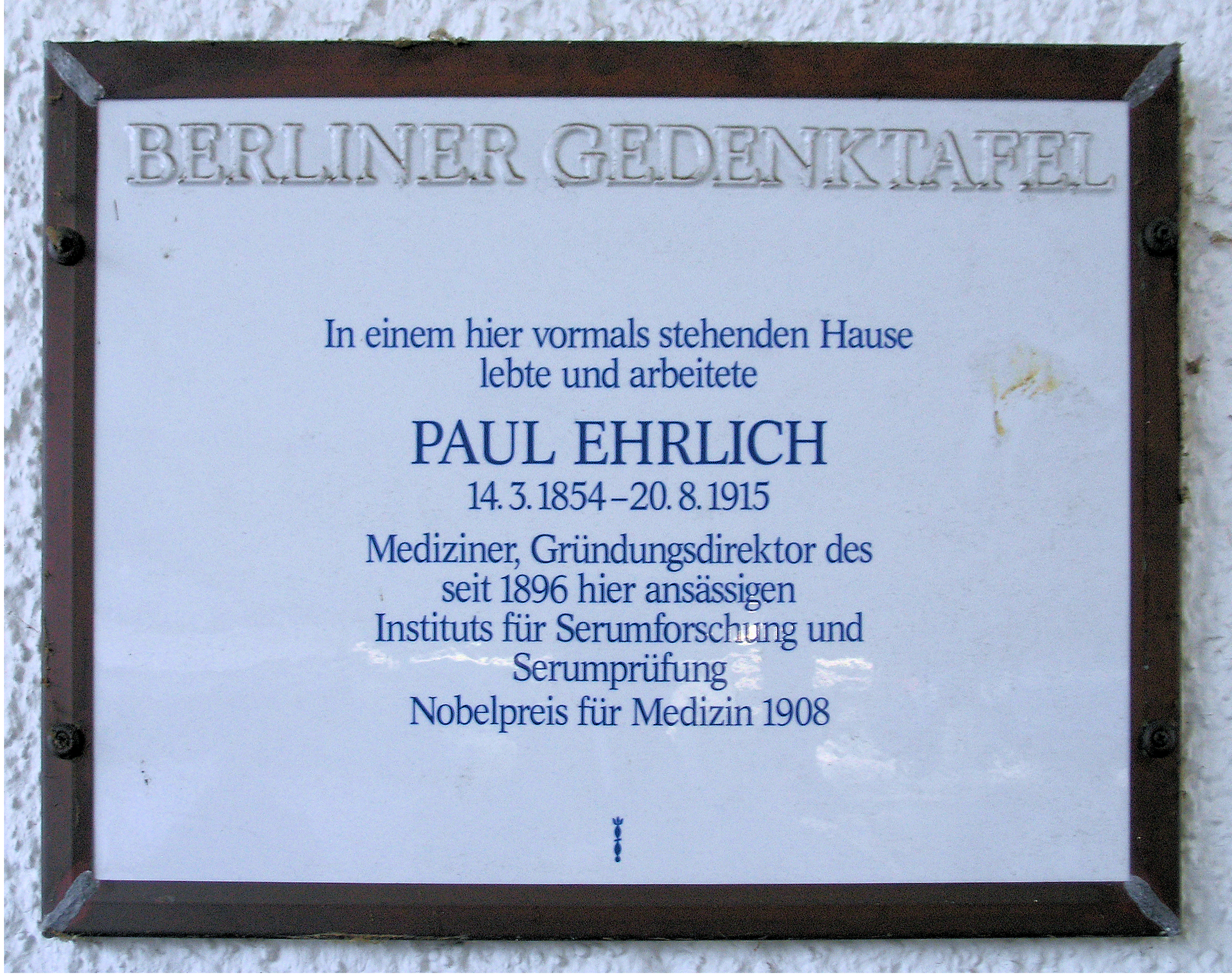
Placa conmemorativa en Bergstraße 96 en Berlín-Steglitz, donde vivió y trabajó Ehrlich (1890-1899)

Completó su formación clínica en la prominente escuela de medicina y hospital de enseñanza Charité de Berlín.
Obtuvo su habilitación en 1887. Fue nombrado profesor asociado para medicina interna de la Universidad de Berlín en 1887.
Ehrlich viajó a Egipto y otros países en 1888 y 1889, en parte para curar un caso de tuberculosis que había contraído en el laboratorio. A su regreso estableció un pequeño laboratorio privado donde trabajó por dos años y un consultorio médico privado.
En 1891, Robert Koch invitó a Ehrlich para que se integrara al personal de su Instituto de  Enfermedades Infecciosas en Berlín, el instituto de microbiología más importante del país. Allí trabajó hasta 1896, junto con Koch y Emil Adolf von Behring, para estandarizar el proceso de producción del suero contra la difteria. Ehrlich creó la base para una producción a gran escala de este suero. En 1896 se fundó el Instituto para la Investigación y Ensayo Serológicos (Institut für Serumforschung und Serumprüfung), establecido para someter sueros a ensayos de calidad y eficiencia. Ehrlich fue su primer director.

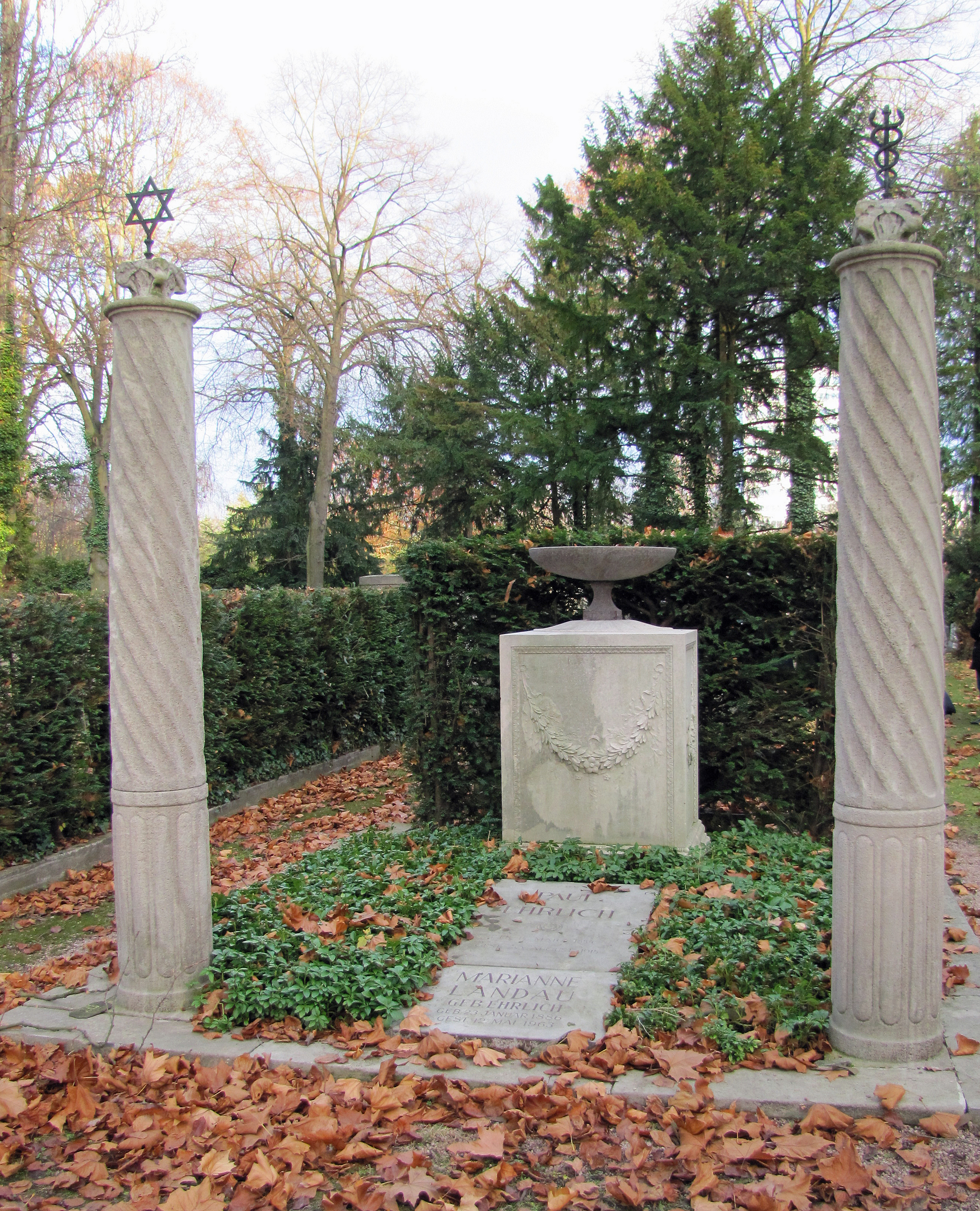
Tumba de Ehrlich en el cementerio judío de Rat-Beil-Straße en Fráncfort

En 1896 fue nombrado director del Instituto para la Investigación y Ensayo Serológicos (Institut für Serumforschung und Serumprüfung), donde desarrolló diversos métodos de tinción de los tejidos con anilina para estudiar las reacciones microquímicas de las toxinas. Una de sus mayores innovaciones consistió en el uso de diferentes tintes (azules de metileno y de indofenol) como tintes selectivos para diferentes tipos de células. En este sentido, fue el primero en investigar las vías del sistema nervioso, inyectando azul de metileno en las venas de conejos vivos, obteniendo extraordinarios resultados experimentales al tratar con un derivado azoico a animales que sufrían la enfermedad del sueño. En 1904 curó un ratón infectado de tripanosomiasis, inyectándole en la corriente sanguínea el colorante hoy conocido como rojo de trípano.
Inmunología: Su principal contribución a la medicina fue la teoría de la inmunidad de cadena lateral, que establecía la base química para la especificidad de la respuesta inmunológica y que explica cómo los receptores de la parte externa de las células se combinan con toxinas para producir cuerpos inmunes capaces de combatir la enfermedad. Su teoría era que las células tienen en su superficie moléculas receptoras específicas (cadenas laterales) que solo se unen a determinados grupos químicos de las moléculas de toxina; si las células sobreviven a esta unión, se produce un excedente de cadenas laterales, algunas de las cuales son liberadas a la sangre en forma de antitoxinas circulantes (lo que hoy se denomina anticuerpos). 
Quimioterapia: También hizo importantes aportaciones en el campo de la quimioterapia, que incluyen el descubrimiento -en 1901- del 606 (por ser fruto de 606 experimentos), la que él mismo llamó bala mágica o salvarsán (arsfenamina), una preparación de arsénico orgánico empleada en el tratamiento de la sífilis y de la fiebre recurrente, y del neosalvarsán (neoarsfenamina). El neosalvarsán fue conocido durante mucho tiempo como «Ehrlich 914» por tratarse del 914.º compuesto preparado por Ehrlich y su ayudante para combatir esas enfermedades.
Ehrlich llamaba «balas mágicas» a estos preparados, ya que eran los primeros compuestos sintetizados que se usaban en la curación de las enfermedades infecciosas causadas por protozoos y bacterias.
En 1899 su instituto se trasladó a Fráncfort y se renombró como Instituto de Terapia Experimental (Institut für experimentelle Therapie ), con Max Neisser como uno de sus colaboradores más importantes. En 1906 Ehrlich se convirtió en el director de la Casa Georg Speyer en Frankfurt, una fundación de investigación privada afiliada a su instituto. Aquí descubrió en 1909 el primer fármaco dirigido contra un patógeno específico: Salvarsan, un tratamiento para la sífilis, que era en ese momento una de las enfermedades infecciosas más letales en Europa. Entre los científicos extranjeros invitados que trabajaron con Ehrlich había dos ganadores del Premio Nobel, Henry Hallett Dale y Paul Karrer. El instituto fue renombrado Instituto Paul Ehrlich en honor de Ehrlich en 1947.
En 1908 compartió el Premio Nobel de Fisiología y Medicina con el bacteriólogo ruso Ilya Mechnikov en reconocimiento al trabajo de ambos en el terreno de la química inmunológica.
En 1914 Ehrlich firmó el controvertido Manifiesto de los 93, que era una defensa de la política militarista de Alemania en la Primera Guerra Mundial. El 20 de agosto de 1915 Ehrlich sufrió un derrame cerebral y murió el 20 de agosto en Bad Homburg. El emperador alemán Guillermo II escribió en un telegrama de pésame, "Yo, junto con todo el mundo civilizado, lloro la muerte de este investigador meritorio por su gran servicio a la ciencia médica y la humanidad sufriente; el trabajo de su vida le asegura la fama inmortal y el agradecimiento tanto de sus contemporáneos como de las generaciones de la posteridad."
Paul Ehrlich fue enterrado en el Antiguo cementerio judío, Frankfurt (Bloque 114 N).

## Eponimia
- El género de bacterias Ehrlichia
- El Instituto Paul Ehrlich[28]
- El asteroide (65708) Ehrlich[29]
- El cráter lunar Ehrlich
- El reactivo de Ehrlich (alcohol etílico, p-dimetilaminobenzaldehído y ácido clorhídrico concentrado), utilizado en la prueba del indol en bacteriología.